# Гордєєв Петро Андрійович
Гордєєв Петро Андрійович (1849 – 18 травня 1914) – заслужений професор Харківського ветеринарного інституту, дійсний статський радник.

## Біографія
Народився 1849 року в м. Умань у родині дворян тогочасної Київської губернії. Початкову освіту здобув у Златопольському дворянському училищі, у 1867 році вступив до Харківського ветеринарного інституту. 
1869 року перейшов на третій курс ветеринарного відділення Імператорської медико-хірургічної академії в м. Санкт-Петербург, яку закінчив 30 грудня 1971 року.
11 лютого 1873 року став позаштатним асистентом при кафедрі фармакології, а 1875 року Петру Горєєву було присвоєно ступінь магістра ветеринарних наук. Також було присвоєно звання приватного викладача фармакології. Цього ж року став штатним доцентом зоофармакології та рецептури. 
У цей період викладав іппологію в пажеському корпусі Його Імператорської Величності.
1879 року призначений екстраординарним професором на кафедру патології, зоотерапевтичної клініки й епізоотології Харківського ветеринарного інституту.
У 1873-1874 роках під час канікул їздив у відрядження на Маріїнську водяну систему для попередження та припинення епізоотії, а в 1875 році – у Новгородську й Олонецьку губернії. Цього ж року працював у складі комісії з облаштування громадських скотобоєн, а в 1876 – 1879 роках служив санітарним лікарем, опікувався бійнями Санкт-Петербурга.
1876 року після смерті свого наставника І.В. Забєліна Петро Андрійович став відповідальним редактором журналу "Сучасний лікувальник".
Із 1882 року видавав приватний журнал із наукової і клінічної зооятрії "Ветеринарний вісник".
Пропрацював на ниві ветеринарії 37 років і в 1909 року вийшов на заслужений відпочинок.
Помер 18 травня 2014 році у м. Харкові 

## Діяльність
Петро Гордєєв був реформатором. Після призначення на кафедру патології, зоотерапевтичної клініки й епізоотології Харківського ветеринарного інституту розширив її програму, увів нові методи досліджень і клінічного діагнозу. Він підняв викладання цих предметів на належний рівень, відповідно до вимог тогочасної науки. За часів Петра Андрійовича вперше в інституті при клініці внутрішніх хвороб з'явилася терапевтична лабораторія.
Крім наукової, викладацької та літературної діяльності займався і громадською. Зокрема, облаштовував бактеріологічні станції для потреб військового відомства. Стараннями Гордєєва П. А. в Харкові в 1883 році було відкрито амбулаторну ветеринарну клініку. Був ініціатором створення організації "Товариство харківських ветеринарних лікарів".
Його перу належать 24 оригінальні й перекладні праці, опубліковано 2-томний посібник "Руководство к внутренней патологии и терапии", під редакцією Петра Гордєєва видано 19 підручників.

## Нагороди
Нагороджений орденами Святого Володимира ІІІ і IV ступеня, Святої Анни ІІ ступеня та Святого Станіслава ІІ ступеня.

## Особисте життя
Гордєєв П.А. був одружений із Єлизаветою Дмитрівною Чіріковою (1849 – 1924), яка працювала вчителькою в Недільній школі Х. Д. Алчевської.
1875 року народився син Тарас, у майбутньому став відомим біологом, агрономом та ґрунтознавцем.
1882 року – донька Христина, працювала шкільним лікарем.
1889 року – син Дмитро – відомий археолог і мистецтвознавець. Був репресований, у подальшому проживав у Грузії.
1894 року – син Богдан ( в історію літератури увійшов під псевдонімом Божидар), у молодому віці покінчив життя самогубством.